# Rover P5
P5 è la sigla tecnica di un'autovettura prodotta dalla Rover tra il 1958 ed il 1973.
Aveva una linea classica ed elegante, un interno estremamente curato, la trazione posteriore, il cambio automatico (in alternativa al cambio manuale a 4 rapporti), un motore 6 cilindri in linea con distribuzione a valvole contrapposte di 2995 cm³ derivato dal 2,6 litri della Rover P4. Tutte le carte sembravano in regola per soddisfare l'esigente e raffinata clientela Rover (allora le Rover erano considerate delle quasi Rolls-Royce), eppure qualcuno storse il naso.
Il motivo era che, per la prima volta nella storia la Casa utilizzava la soluzione della scocca portante che, potenzialmente, trasmetteva maggiori scuotimenti all'abitacolo (e le Rolls-Royce Silver Cloud, difatti, avevano ancora il telaio separato). In realtà il lavoro d'isolamento e di messa a punto svolto fu eccellente e la 3 Litres (questo il nome commerciale della P5), usufruiva dei vantaggi del telaio monoscocca (rigidità, comportamento stradale), offrendo, al contempo, un comfort di prim'ordine.
Del resto le altre soluzioni erano molto classiche: retrotreno a ponte rigido, motore longitudinale, impianto frenante misto (con servofreno). Il propulsore, tuttavia, aveva una potenza modesta: 105cv erano pochi anche per una berlina 3 litri di fine anni cinquanta. Ma non erano le prestazioni il punto di forza della 3 litres, bensì la comodità, l'abitacolo impeccabilmente rifinito e l'elegante classicità della linea disegnata da David Bache. E il pubblico gradì.
Nel 1962, assieme ad alcune migliorie estetiche (fari, cerchi e interni, con plancia rivista e finiture ulteriormente migliorate) e tecniche (nuova testata Weslake per il motore, che arrivava ad erogare 121cv), venne lanciata la versione Coupé. Non si trattava però di una vera coupé, bensì di una berlina a 4 porte con padiglione ribassato e porte con montanti meno spessi, che anticipava di oltre quarant'anni la soluzione adottata oggi dalla Mercedes-Benz Classe CLS. La meccanica era identica a quella della berlina.
Nel 1965 altre migliorie estetiche (nuovi cerchi e inedito profilo laterale cromato) interessarono berlina e coupé.
Nel 1967 debuttò la 3,5 litres, berlina e coupé, spinta da motore V8 OHV (monoalbero centrale in mezzo alle bancate) di origine GM-Buick con 3532 cm³ e 146cv, abbinato unicamente alla trasmissione automatica. Contemporaneamente vennero tolte di listino le versioni 3 Litres.
Le 3,5 Litres si distinguevano per i fari anteriori supplementari, i nuovi cerchi e l'interno ancora più rifinito.
La produzione di questo modello cessò nel 1973.
La P5 fu molto apprezzata da ricchi imprenditori, ministri e Capi di Stato. La stessa Regina Elisabetta II d'Inghilterra ne ebbe due, una berlina e una coupé con motore 3 litri. La coupé, color "Jumper Green" è conservata al British Heritage Motor Center.